# Виктор Глазовски
Епископ Виктор Глазовски (рођ. Константин Александрович Островидов; 20. [1. јуна] 1875, Золотоје (Саратовска област) — 2. мај 1934, Нерица, Северна територија) — епископ Руске православне цркве, епископ ижевско-воткински. Био је члан јозефитског покрета, у оквиру којег је био на челу посебног „викторијанског покрета“.
Прослављен као свештеномученик од Руске Заграничне Цркве (1981) и Руске православне цркве (2000).

## Биографија

### Детињство и образовање
Константин Островидов је рођен 20. маја (1. јуна) 1875. године у породици псалмочитаоца храма Александро-Тројице  и његове жене Ане у селу Золотое, Золотовска волост, Камишински округ, Саратовска губернија. Поред Константина, у породици су били: Сергеј (рођен 1874), Марија (рођен 1882), Александар (рођен 1884), Лидија (рођен 1886), Венедикт (1889-1921), Николај (рођен 1892).
Завршио је Камишинску богословску школу (1893), Саратовску богословију (1899), Казанску богословску академију (1903) са степеном кандидата богословије.

### Монах
Замонашен је 28. јуна 1903. године, а 30. јуна је узведен у чин јеромонаха и постављен за настојатеља Светотројичног Ценобитског комплекса Саратовског Спасо-Преображенског манастира у граду Хвалинску. Водио је мисионарске активности међу Чувашима.
1905-1908 - члан Руске духовне мисије у Јерусалиму.
Од 13. јануара 1909. - настојатељ Архангелске богословске школе, од 15. октобра 1909. - јеромонах Александро-Невске лавре.
Од 22. новембра 1910. године - ректор Зеленецког Тројичког манастира Петроградске епархије, архимандрит.
Негативно је реаговао на проглас митрополита Сергија (Страгородског) „Православно учење о спасењу“. Како је сам написао у „Одговорима” на петнаест питања ОГПУ јануара 1928: „Ово је грешка коју сам осудио у лику митрополита Сергија и чувеног Антонија Храповицког још 1911, упозоравајући да ће уздрмати православну Цркву са овом грешком. То је изразио у чланку „Нови богослови“, објављеном у староверском часопису „Црква“ и потписаном псеудонимом „Странац“.
Од 21. фебруара 1918. - гувернер Александро-Невске лавре.

### Епископ
Указом Његове светости Патријарха Тихона и Светог Синода број 3716 од 2/15 децембра 1919. године створено је Уржумско епископско седиште. По истом указу, за епископа урхумског, викара Вјатске епархије, изабран је архимандрит Виктор (Островидов), игуман Светотројичке Александро-Невске лавре.
8. јануара 1920. године хиротонисан је за епископа уржумског, викара Вјатске епархије.
1919-1920 био је више пута хапшен од стране совјетских комунистичких власти. Године 1920. осуђен је од стране Револуционарног суда Вјатске Губерније на затворску казну до краја рата са Пољском, због тога  „што је водио кампању против медицине“ (током епидемије тифуса тражио је од Црква појача своје молитве за избављење од болести). Пуштен је после пет месеци.
Од 1920. - епископ Слободскаја, викар Вјатске епархије.
Од 14. септембра 1921. - епископ глазовски, викар Вјатске епархије.
Одлучно се супротставио покрету обновитељства. Својој пастви је писао: „... Молим вас, љубљена браћо и сестре у Христу, а посебно вас, пастири и саслужитељи на њиви Господњој, да не следите овај самозвани расколнички сабор, који себе назива „жива црква“, а у ствари је „смрдљиви леш“, и следите лажне епископе и лажне презвитере које постављају ови самозванци. 21. јула 1922. декретом обновитељске ВЦУ разрешен је „због свог контрареволуционарног деловања“.
Ухапшен је 12 (25) августа 1922. године и послат у затвор у Москву. 23. фебруара 1923. осуђен је на три године изгнанства које је одслужио у малом селу у Наримском рејону Томске губерније. Године 1926. вратио се у Вјатску епархију.
14. маја 1926. по пети пут је ухапшен због наводног организовања илегалне епархијске канцеларије и 20. августа 1926. године, наредбом ОСО Когпу, осуђен је на три године депортације у град Глазов Вотскаја аутономног округа. Живео је у просторији испод звоника Саборне цркве Светог Николе.
Током свог кратког боравка у Москви након изласка из затвора, архиепископ Виктор се састао са замеником чувара патријаршијског престола, митрополитом Сергијем (Страгородским) и, у складу са местом прогонства, постављен за епископа новоформиране Ижевске и Воткинске епархије, која привремено управља Вјатском епархијом.
1. октобра 1926. епископ Виктор је пуштен из затвора Бутирка и стигао је у Глазов.

### Насупрот митрополиту Сергију
Имао је негативан став према Декларацији митрополита Сергија (Страгородског). Убрзо је уследио митрополита и Синода о подели Воткинске (Вотске) епархије између 5 суседних епархија. Епископ Виктор је у октобру 1927. године послао писмо митрополиту Сергију у коме је критиковао „Декларацију“ и замолио га да не гаси Воткинску епархију.
У јулу 1927. указом митрополита. Сергије је премештен је на место епископа шадринског, викара Јекатеринбуршке епархије са правом управљања овом потоњом.
Он је 16. децембра 1927. писмом је обавестио митрополита Сергија да одбија његово постављење за епископа шадринског; писмо је садржало и оштру критику „Декларације“, коју је назвао „изругивањем... нашег исповедања истине Божије“ и „одрицањем нашег спасења“ приложио је писму „Писмо својим ближњима“; он је истовремено саставио посланицу, у којој је Декларацију назвао очигледном „издајом истине“ и упозорио стадо да ако се они који су потписали апел не покају, онда „морамо да се заштитимо од комуникације са њима“. Истог месеца, Духовна управа Воткинске епархије донела је решење о прекиду молитвено-канонског општења епархије са митрополитом Сергијем (Страгородским) и епископима истомишљеницима који су предали Цркву Божију на погрду, док се не покају. Ову уредбу одобрио је епископ Виктор.
Након што је добила поруку о постављењу епископа Онисима (Пилајева), духовна управа Глазова је 22. децембра одлучила да „до покајања и одрицања“ митрополита Сергија од „Декларације“ се уздржи од општења са њим и епископима који су делили његове ставове, да признају Виктора за свог епископа, да га назову „епископом Глазовским“ и Воткинским“. Архиепископ Виктор је одлучио до сазивања епархијског конгреса да не мења титулу и да се зове Ижевски и Воткински.
Епископ Онисим је одлуку Глазовачке духовне управе пријавио митрополиту Сергију, затим је, руководећи се наредбом Синода, забранио свештенство издвојеном свештенству. Као одговор, архиепископ Виктор је послао 2 телеграма у Ижевско Покровском храму са наредбом да се прекине комуникација између Воткинске епархије и митрополита Сергија и не послуша епископа Онисима.
Почетком 1928. започео је преписку са лењинградским јозефитима. У марту је саставио оштру „Поруку пастирима“, у којој је критиковао митрополита Сергија због отпуштања ухапшених и прогнаних епископа са њихових амвона.
4. априла 1928. ухапшен је у Глазову. Оптужен да се „укључио у систематску дистрибуцију антисовјетских докумената које је састављао и куцао на писаћој машини. Најантисовјетскији од њих по садржају био је документ – порука верницима са позивом да се не плаше и да се не потчињавају совјетској власти као сили ђавола, већ да од ње страдају мученички, као митрополит Филип или Јован. који су пострадали мученички за веру у борби против државне власти, тзв. 18. маја 1928. године осуђен је решењем ОСО Когпу по чл. 58-10 и 58-11 Кривичног закона РСФСР на три године у логорима. Пре него што је послат у логор, предао је своје парохије на управљање епископу гдовском Димитрију (Љубимову), који је у то време био на челу Јосифлијанског покрета.

### У логору Соловецки
Од јула 1928. био је затворен у Соловецком логору за посебне намене (СЛОН) и радио је као рачуновођа у фабрици ужади. Учествовао је у тајним богослужењима, заједно са другим епископима и свештеницима који су били у затвору. Међу њима су били епископи Нектарије (Трезвински), Иларион (Белски), Максим (Жижиленко). У пролеће 1930. пребачен је  у Мај-Губу. Податак да се, док је био на Соловцима, измирио са митрополитом Сергијем, извори не потврђују.
Према сећањима професора И. М. Андрејевског, који је такође био затвореник на Соловцима, „Владика Виктор је био малог раста, увек љубазан и пријатељски настројен према свима, са непроменљивим ведрим, радосним, суптилним осмехом и блиставим светлим очима. „Сваког човека треба нечим утешити“, рекао је и знао је да све утеши. За свакога кога је срео имао је какву-такву пријатељску реч, а често и какав поклон. Када се, после шестомесечне паузе, отвори пловидба и први пароброд је стигао на Соловки, тада је Владика Виктор обично добијао много пакета одеће и хране са копна одједном. Владика је све те пакете поделио, не остављајући готово ништа за себе.”
О томе је писао још један његов колега затвореник, будући академик Д.С. Лихачов улогу коју је, по његовом мишљењу, епископ Виктор одиграо на Соловки:
"Јосефити су били већина. Сва верујућа омладина била је са Јосифима. И овде поента није само у уобичајеном радикализму младих, већ и у чињеници да је на челу Јосифоваца на Соловцима био изненађујуће привлачан епископ Виктор Вјацки (Островидов). Био је веома образован, имао је штампане богословске радове, али је личио на сеоског свештеника. Поздрављао је све са широким осмехом (другачије га се не сећам), имао је танку браду, румене образе и плаве очи. Био је обучен преко мантије у плетену женску јакну, коју му је послао неко из његовог стада. Из њега је избијао известан сјај доброте и ведрине. Трудио се да свакоме помогне и, што је најважније, могао је да помогне, пошто су се сви добро опходили према њему и веровали му на реч".

### У северном изгнанству
Одлуком Посебног састанка Когпуа да поново размотри случај, 10. априла 1931. осуђен је на прогонство у Северној територији на три године. Живео је у селу Караванној у близини регионалног центра Уст-Тсилма. Пуштен из логора 11. јула 1931. и прогнан у град Оњегу. 13. децембра 1932. ухапшен је у избеглиштву, а 10. маја 1933. поново осуђен по чл. 58-10 и 58-11 Кривичног закона РСФСР на три године изгнанства - у истом Уст-Цилемском округу, у удаљеном селу Нерица. Тамо се тешко разболео од менингитиса и умро 2. маја 1934. године. Сахрањен је на сеоском гробљу у Нерици.

## Канонизација и поштовање
Име Епископа Виктора уврштено је у листу руских новомученика и исповедника приликом припреме канонизације коју је извршила РПЦЗ 1981. године. Међутим, сама канонизација није била поименично, а списак новомученика објављен је тек крајем 1990-их.
1. јула 1997. године, свете мошти епископа пронађене су нетрулежне на гробљу села Неритси након 63 године боравка у мочварном тлу.
Мошти светитеља су послате у Москву, а 2. децембра 1997. године мошти су пренете у цркву Светог Александра Невског Светотројичког манастира у Кирову.
Од 2005. године мошти се чувају у Вјатском Спасо-Преображенском манастиру.

## Зборник радова
- Белешка о особи. - Санкт Петербург: Вера и знање, 1905. - 31 стр.
- Незадовољници: [О јунацима М. Горког]: Три предавања Хиером. Викторе. - Санкт Петербург: књ. мађионичар “Вера и знање”, 1905. - 79 стр.
- Јерусалимска мисија: Извештај на Кијевском мисионарском конгресу 18. јула 1908. Х., 1909. - стр. 3-4.
- Нови богослови // Црква. 1912. - бр. 16. - П. 381-383
- Из изгнанства вам шаљем благослов: Писма из Сибира владике Виктора (Островидова) // Вјатка. 1997. - бр. 1. - П. 34-38.